# Tranquillina
Tranquillina, född ca 225, död okänt år, var en romersk kejsarinna, gift med kejsar Gordianus III.
Hon var dotter till Timesitheus, som 241 utnämndes till prefekt för Praetoriangardet, och gifte sig samma år med Gordianus på grund av hennes fars värde som anhängare till kejsaren och för att hon ansågs kunna spela rollen som kejsarinna väl. 
Hennes far ersattes 243 av Filip Araben, som 244 efterträdde hennes man. Hon födde en dotter efter makens död och levde resten av sitt liv obemärkt.